# منظف اللسان

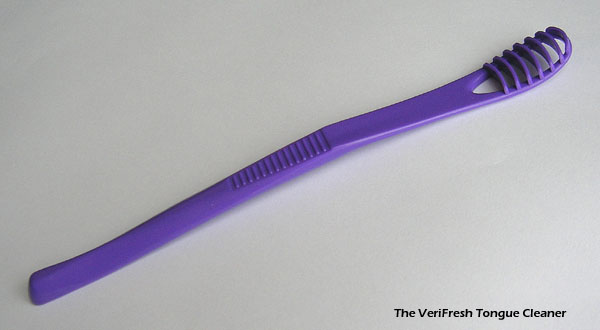
منظف لسان Verifresh

منظف اللسان (يسمى أيضاً مكشطة اللسان أو فرشاة اللسان) هو جهاز نظافة للفم مصمم لتنظيف الغلاف المتواجد على السطح العلوي للسان. بالرغم من وجود فائدة من استخدام منظف اللسان ولكن لا يكفي لوضع استنتاجات واضحة بشأن مدى فاعليته في رائحة الفم الكريهة. وجدت دراسة منهجية في 2006 أدلة مبدئية على انخفاض مستويات جزيئات الرائحة. تعتبر المساحة السطحية الكبيرة للسان والحليمات الصغيرة به تساعدعلى احتفاظ اللسان بالكائنات الدقيقة و باقي الطعام واللعاب والخلايا الميتة. يتم تنظيف اللسان في كثير من الأحيان أقل من تنظيف الأسنان بالفرشاة، الخيط ، واستخدام غسول الفم.

## الآثار الصحية
عادة ما يكون لون اللسان وردي. قد يحصل على لون طلاء أبيض أو ملون بسبب نوع الطعام أو انخفاض تدفق اللعاب أو عدم الاهتمام بـنظافة الفم أو تشريح اللسان. سمك هذا الطلاء يمكن أن يختلف أيضا. تنظيف اللسان يمكن أن يقلل من هذا الطلاء مما يجعله أكثر نظافة و يساعد على إعادته إلى لونه الوردي الطبيعي.
يعتبر سطح اللسان عبارة عن خزانة للميكروبات الاسنان و ما حولها من اللثة. يمكن أن يساهم في إعادة استعمار أسطح الأسنان بهذه الميكروبات المسببة في مشاكل الأسنان. فالأشخاص الذين يعانون من أمراض اللثة هم أكثر عرضة لطلاء لسان سميك و آفات ميكروبية عليه تنتج مركبات الكبريت المتطايرة علي عكس أولئك الذين لديهم الأنسجة اللثوية صحية. لذلك قد يساعد تنظيف اللسان على تقليل رائحة الفم الكريهة وتسوس الأسنان وأمراض اللثة.

## الانواع
يمكن تنظيف السطح العلوي للسان باستخدام منظف لسان، فرشاة / مكشطة لسان أو فرشاة أسنان عادية. ومع ذلك، لا تعتبر فرشاة الأسنان فعالة لهذا الغرض لأنها عرضهـا أصغر ولديها بنية صلبة مصممة لتنظيف الأسنان، على عكس اللسان الذي مكون من انسجة اسفنجية، و لذلك الفرشاة ليس لها قدره كافية لإزالة الكائنات الحية الدقيقة. بعض تصاميم فرشاة الأسنان لها بروز على ظهر رؤوسها للعمل كمنظف لسان. كما يتوفر منظف لسان كهربائي.
منظفات اللسان المريحة تشكل وفقًا لتشريح اللسان، ويتم تصميمها لرفع و حصر الطلاء الابيض وتنظيف سطح اللسان بشكل فعال. هناك العديد من الأنواع والأشكال. يمكن أن يكون المنظف فيه أشرطة بلاستيكية أو معدنية، و / أو شعيرات صغيرة في الفرشاة التي تعمل كال «جراف» أو أجهزة دائرية ذات مقابض. تختلف فعالية الفرش حسب الشكل والأبعاد والتكوين وجودة الأسطح الملامسة للسان والمواد المستخدمة. منظفات اللسان في الغالب غير مكلفة وصغيرة وسهلة التنظيف وتدوم  بالإضافة إلى ذلك، يمكن استخدام جل التنظيف بالتزامن مع منظفات اللسان. لإنه قد يعزز تأثيرات التنظيف و يكون عامل اضافي مضاد للبكتيريا.